# Jan Pękosławski
Jan Tomasz Pękosławski (ur. ok. 1877, zm. 1944) – polski polityk, faszystowski działacz polityczny oraz ideolog. Założyciel i jedna z naczelnych postaci Pogotowia Patriotów Polskich.
W II Rzeczypospolitej związany był z Polskim Stronnictwem Chrześcijańskiej Demokracji, jednak po wyborach parlamentarnych 1922 wystąpił z partii, co miało być spowodowane zniechęceniem wobec kulisów wyborczych. Rozczarowanie rozciągało się na cały parlamentaryzm, który oskarżał o bałagan, kłótliwość, klikowość i małostkowość. Sejmokracji przeciwstawiał rząd „bezpartyjny, fachowy i stały”, a zarazem „bezwzględny i energiczny”. Z tego powodu założył jesienią 1922 wzorowane na partiach faszystowskich Pogotowie Patriotów Polskich.